# Phylloderma stenops
Phylloderma stenops là một loài động vật có vú trong họ Dơi mũi lá, bộ Dơi. Loài này được Peters mô tả năm 1865.